# (40007) Vieuxtemps
(40007) Vieuxtemps ist ein Asteroid des mittleren Hauptgürtels, der am 25. April 1998 von dem belgischen Astronomen Eric Walter Elst am La-Silla-Observatorium der Europäischen Südsternwarte in Chile (IAU-Code 809) entdeckt wurde.
Der mittlere Durchmesser des Asteroiden wurde mit circa 6 km errechnet.
(40007) Vieuxtemps wurde am 8. Oktober 2014 nach dem belgischen Komponisten Henri Vieuxtemps (1820–1881) benannt, der einer der bedeutenden Violinisten des 19. Jahrhunderts war.